# 劉湄
劉湄（1732年—1802年），字岸淮，号芷林，山東清平縣人。清朝官員，进士出身。

## 生平
劉湄於乾隆三十四年（1769年）中式己丑科二甲第十三名進士。選翰林院庶吉士，散館授編修。历官江西、广西道监察御史，工科、吏科给事中，光禄寺、大理寺少卿，太常寺卿、左副都御史。
担任四库全书校勘《永乐大典》纂修兼分校官。
师从镶红旗满洲、乾隆十三年（1748年）戊辰科进士图鞈布（又图鎝布，号裕轩、漫圃），为其刊刻诗集《枝巢诗草》四卷（大学士朱珪 (清朝)序，载《钦定八旗通志：艺文志》）。